# یورما والکما
یورما والکما (انگلیسی: Jorma Valkama; ۴ اکتبر ۱۹۲۸ – ۱۱ دسامبر ۱۹۶۲) ورزشکار دو و میدانی اهل فنلاند بود.
وی در مسابقات کشوری و بین‌المللی در مجموع برندهٔ ۱ مدال برنز شده‌است.